# Adam Skrabania
Adam Skrabania (ur. 21 lutego 1985 w Tarnowskich Górach) – polski piłkarz ręczny, lewoskrzydłowy, od 2019 zawodnik Siódemki Miedzi Legnica.
Wychowanek ASPR-u Zawadzkie, w barwach którego występował w I lidze, należąc do jej czołowych strzelców – w sezonie 2005/2006 zdobył 156 goli, natomiast w sezonie 2007/2008 rzucił 139 bramek. W latach 2008–2013 był zawodnikiem Siódemki Miedź Legnica, z którą przez cztery sezony grał w polskiej ekstraklasie. W sezonach 2011/2012 i 2012/2013 był najlepszym strzelcem legnickiej drużyny w Superlidze – w okresie tym zdobył 274 gole w 51 meczach.
W 2013 przeszedł do Azotów-Puławy, z którymi zdobył cztery brązowe medale mistrzostw Polski. W ciągu sześciu sezonów rozegrał w barwach puławskiego klubu 159 meczów w Superlidze, w których rzucił 332 bramki. Ponadto będąc zawodnikiem Azotów, występował w Challenge Cup (2013–2015; rzucił 43 bramki) i Pucharze EHF (2015–2019; zdobył 26 goli). W 2019 powrócił do Siódemki Miedzi Legnica, z którą podpisał dwuletni kontrakt.

## Osiągnięcia
Azoty-Puławy
- 3. miejsce w Superlidze: 2014/2015, 2015/2016, 2016/2017, 2017/2018

Indywidualne
- 5. miejsce w klasyfikacji najlepszych strzelców I ligi: 2005/2006 (156 bramek; ASPR Zawadzkie)[3]
- 6. miejsce w klasyfikacji najlepszych strzelców I ligi: 2007/2008 (139 bramek; ASPR Zawadzkie)[4]
- 6. miejsce w klasyfikacji najlepszych strzelców Superligi: 2011/2012 (139 bramek; Siódemka Miedź Legnica)[5]